# Camp de Tempelhof
El camp de Tempelhof (en alemany: Tempelhofer Feld) és un parc públic que històricament va ser una zona de Berlín utilitzada per a la pràctica militar, com a camp d'armes de la guarnició de Berlín i com a aeroport. Pertanyia a les terres altes de Tempelhofer al sud de Berlín.

Tempelhofer Feld està estretament vinculat a la història militar i de l'aviació alemanya, així com a la història del futbol alemany. L'aeroport de Tempelhof va ser conegut internacionalment durant el bloqueig de Berlín Oest per part de la URSS. Avui la zona és un gran espai d'esbarjo que ocupa la pista d'enlairament i rodalia de l'antic aeroport de Tempelhof, del qual s'ha conservat l'edifici de la terminal.
El parc té una mida de 3,55 km² i conté multitud d'espais diferenciats, tant per a la pràctica esportiva com per a l'esbarjo o la celebració d'esdeveniments. Les antigues pistes de l'aeroport son utilitzades per practicar ciclisme, patinatge o surf d'estel. Actualment al parc hi ha zones diferenciades per a gossos, recuperació d'aus i disposa d'un ramat d'ovelles.